# 1 أكتوبر
- السبت
- الأحد
- الاثنين
- الثلاثاء
- الأربعاء
- الخميس
- الجمعة

- 275 ربيع الآخر 1447  هـ
- 286 ربيع الآخر 1447  هـ
- 297 ربيع الآخر 1447  هـ
- 308 ربيع الآخر 1447  هـ
- 19 ربيع الآخر 1447  هـ
- 210 ربيع الآخر 1447  هـ
- 311 ربيع الآخر 1447  هـ
- 412 ربيع الآخر 1447  هـ
- 513 ربيع الآخر 1447  هـ
- 614 ربيع الآخر 1447  هـ
- 715 ربيع الآخر 1447  هـ
- 816 ربيع الآخر 1447  هـ
- 917 ربيع الآخر 1447  هـ
- 1018 ربيع الآخر 1447  هـ
- 1119 ربيع الآخر 1447  هـ
- 1220 ربيع الآخر 1447  هـ
- 1321 ربيع الآخر 1447  هـ
- 1422 ربيع الآخر 1447  هـ
- 1523 ربيع الآخر 1447  هـ
- 1624 ربيع الآخر 1447  هـ
- 1725 ربيع الآخر 1447  هـ
- 1826 ربيع الآخر 1447  هـ
- 1927 ربيع الآخر 1447  هـ
- 2028 ربيع الآخر 1447  هـ
- 2129 ربيع الآخر 1447  هـ
- 2230 ربيع الآخر 1447  هـ
- 231 جمادى الأولى 1447  هـ
- 242 جمادى الأولى 1447  هـ
- 253 جمادى الأولى 1447  هـ
- 264 جمادى الأولى 1447  هـ
- 275 جمادى الأولى 1447  هـ
- 286 جمادى الأولى 1447  هـ
- 297 جمادى الأولى 1447  هـ
- 308 جمادى الأولى 1447  هـ
- 319 جمادى الأولى 1447  هـ

1 أكتوبر أو 1 تشرين الأوَّل أو يوم 1 \ 10 (اليوم الأوَّل من الشهر العاشر) هو اليوم الرابع والسبعين بعد المئتين (274) من السنوات البسيطة، أو الخامس والسبعين بعد المئتين (275) في السنوات الكبيسة، وفقًا للتقويم الميلادي الغربي (الغريغوري). يبقى بعده 91 يومًا على انتهاء السنة.

## أحداث
- 1791 - الجمعية الوطنية الفرنسية تعقد أولى جلساتها، وهي أول برلمان لفرنسا بعد الثورة.
- 1891 - افتتاح جامعة ستانفورد في ولاية كاليفورنيا.
- 1898 - إمبراطور روسيا نيقولا الثاني يطرد اليهود من كبرى المدن الروسية.
- 1917 - تولي الإمام الأكبر محمد أبو الفضل الجيزاوي مشيخة الجامع الأزهر.
- 1918 - دخول القوات العربية بقيادة الشريف ناصر والقوات البريطانية دمشق بعد انسحاب الجيش العثماني، وتأسيس أول حكومة وطنية في سوريا.
- 1927 - توقيع معاهدة عدم اعتداء بين الاتحاد السوفيتي وفارس.
- 1932 - أحمد بلافريج يؤسس مدرسة محمد جسوس.
- 1936 - الجنرال فرانثيسكو فرانكو يتولى رئاسة الحكومة الوطنية الإسبانية.
- 1940 - القوات الألمانية تغرق السفينة «أمبريس أوف بريتن» التي كانت تنقل أطفالًا بريطانيين إلى كندا أثناء الحرب العالمية الثانية.
- 1946 - محكمة نورنبيرغ تصدر أحكام بالإعدام على 12 من زعماء النازيين، وبالسجن المؤبد على ثلاثة آخرين.
- 1948- لجنة التحقيق في النشاطات المعادية للولايات المتحدة تتهم الممثل تشارلي تشابلن بالتجسس لحساب الاتحاد السوفيتي خلال الحرب العالمية الثانية.
- 1949 - تأسيس جمهورية الصين الشعبية من قبل ماو تسي تونغ، وتعين شو إن لاي على رأس الحكومة.
- 1958 -
  - انضمام تونس والمغرب إلى جامعة الدول العربية.
  - حل اللجنة الاستشارية الوطنية للملاحة الجوية وتحويل أصولها والعاملين فيها إلى ناسا.
- 1960 - نيجيريا تنال استقلالها عن المملكة المتحدة.
- 1963 - الإعلان عن تأسيس جمهورية نيجيريا.
- 1965 - العقيدان أنتونج ولطيف وستة جنرالات من كبار قادة الجيش الإندونيسي ينفذون محاولة انقلاب فاشلة ضد حكم الرئيس الإندونيسي أحمد سوكارنو.
- 1969 - طائرة الكونكورد تحقق سرعة طيران تفوق سرعة الصوت وذلك للمرة الأولى في تاريخ الطيران المدني.
- 1970 - تشييع جنازة الرئيس المصري جمال عبد الناصر.
- 1971 -
  - افتتاح منتجع والت ديزني العالمي بالقرب من أورلاندو، فلوريدا، بالولايات المتحدة.
  - أول أشعة مقطعية للمخ باستخدام الأشعة المقطعية، تمت في مستشفى أتكنسون في ويمبلدون، لندن.
- 1977 - صدور إعلان أمريكي سوفيتي يعترف بالحقوق المشروعة للشعب الفلسطيني ويطالب من إسرائيل الانسحاب من الأراضي العربية التي احتلتها عام 1967.
- 1982 -
  - انتخاب هلموت كول مستشارًا لألمانيا الاتحادية.
  - سوني تصدر أول مشغل أقراص مضغوطة (CD) للمستهلك طراز (CDP-101).
- 1985 - سلاح الطيران الإسرائيلي يقصف مدينة حمام الشط التونسية بهدف ضرب مقر منظمة التحرير الفلسطينية، وأدى ذلك إلى سقوط 68 قتيلًا.
- 1988 - انتخاب ميخائيل غورباتشوف رئيسًا للاتحاد السوفيتي.
- 1991 -
  - مدينة لينينغراد تستعيد اسمها السابق سانت بطرسبرغ.
  - انقلاب في هايتي يطيح بالرئيس المنتخب قبل تسعة أشهر جان برتران أريستيد.
  - الأمم المتحدة تعقد مؤتمراً لقضايا المسنين وتعلن أن عام 2001م عاماً لهم.
- 1998 - الرئيس التركي سليمان دميرل يوجه تهديداً لسوريا بسبب دعمها لحزب العمال الكردستاني، وفي وقت لاحق أعلن رئيس الأركان التركي أن تركيا في حال حرب غير معلنة مع سوريا.
- 2010 - الرئيس الإكوادوري رفاييل كوريا يعلن عن فشل الانقلاب الذي تعرض له بعد قيام وحدات موالية له من الجيش باقتحام المستشفى الذي كان يحتجز فيه وتخليصه من قبضة المتمردين.
- 2010 - الشبكة الإخبارية الإمريكية «سي إن إن» تنهي خدمات مقدم البرامج الشهير ريك سانشيز بعد انتقاده اليهود.
- 2013 - الحكومة الفيدرالية للولايات المتحدة وبعد عدم الموافقة على الموازنة في مجلس النواب، تقرر وقف كل خدماتها غير الضرورية، وتُعتَبر هذه الحادثة الأولى منذ 17 سنة.
- 2014 - تفجيران أحدهما انتحاري أمام مدرسة عكرمة المخزومي في مدينة حمص، يؤديان إلى مقتل 45 مدنياً غالبيتهم العظمى من الأطفال، وجرح 74 آخرين.
- 2015 -
  - إعصار خواكين يُعيثُ خرابًا في جُزر الباهاماس وسواحل جنوب شرق الولايات المُتحدة مُتسببًا في عدَّة فيضانات ومقتل حوالي 40 شخصًا
  - انهيالٌ في قرية إيلكامبري دوس شرق مدينة غواتيمالا يودي بِحياة 107 أشخاص على الأقل.
- 2017 -
  - مقتل 58 شخصًا على الأقل وإصابة أكثر من 515 في حادثة إطلاق نار في لاس فيغاس في الولايات المتحدة.
  - حكومة إقليم كتالونيا تجري استفتاء استقلال وانفصال الإقليم وسط رفض الحكومة المركزية الإسبانية ووقوع اشتباكات بين الشرطة ومُتظاهرين مؤيدين للاستقلال تسفر عن إصابة 844 شخصًا بجروح متفاوتة.
- 2018 -
  - القوة الجوفضائية لحرس الثورة الإسلامية تستهدف مقرات مزعومة لقوات داعش بستة صواريخ بالیستیة أرض - أرض وسبع طائرات قتالية من دون طيار قرب مدينة البوكمال شرقي الفرات بسوريا انتقامًا لهجوم الأهواز الذي اتهم النظام الإيراني أعضاء النظيم بتنفيذه.
  - عالما المناعة الأمريكي جيمس أليسون والياباني تاسوكو هونجو يفوزان بجائزة نوبل في الطب وعلم وظائف الأعضاء لبحثهما في علاج السرطان.
- 2019 - خروج مظاهرات في بغداد وعدة مدن عراقية تندد بالفساد والبطالة نتجت عنها اشتباكات بين القوات الأمنية والمتظاهرين أدت إلى ما لا يقل عن 100 قتيل وأكثر من 4000 مصاب.
- 2020 - بدأ الاحتفال السنوي بالعيد الوطني العراقي.
- 2021 - حكومة تونسية جديدة برئاسة نجلاء بودن تؤدي اليمين الدستورية، وهي أول حكومة تترأسها امرأة في الوطن العربي.
- 2022 - مقتل أزيد من 125 شخصًا في تدافُعٍ بملعب كانجوروهان في إندونيسيا.
- 2023 - إصابة اثنين من عناصر الشرطة في تفجير انتحاري في العاصمة التركية أنقرة، وحزب العمال الكردستاني يعلن مسؤوليته عن الهجوم.
- 2024 - إيران توجه ضربة صاروخية بأكثر من 180 صاروخًا نحو إسرائيل.

## مواليد
- 208 - سيفيروس ألكسندر، إمبراطور روماني.
- 1207 - هنري الثالث، ملك إنجلترا.
- 1507 - ياكوبو باروتسي دا فينيولا، معماري إيطالي.
- 1542 - جودا باي زوجة جلال الدين أكبر، سلطان مغول الهند
- 1685 - شارل السادس، إمبراطور الرومانية المقدسة.
- 1754 - بافل الأول، إمبراطور روسيا.
- 1789 - حمزة بك الهوتسالي، إمام داغستاني.
- 1781 - جيمس لورانس، عسكري أمريكي.
- 1800 - لارس ليفي لايستاديوس، قس لوثري وعالم نبات سويدي.
- 1912 - محمد الكحلاوي، مغني مصري.
- 1915 - جيروم برونر، عالم أمريكي في علم النفس.
- 1920 - والتر ماثو، ممثل أمريكي.
- 1924 - جيمي كارتر، رئيس الولايات المتحدة حاصل على جائزة نوبل للسلام عام 2002.
- 1925 - أمين الهنيدي، ممثل مصري.
- 1930 - ريتشارد هاريس، ممثل أيرلندي.
- 1933 - محمد عبد القادر السائحي، شاعر وكاتب قصصي جزائري.
- 1935 - جولي آندروز، ممثلة بريطانية.
- 1940 - رؤوف مصطفى، ممثل مصري.
- 1942 - هند أبي اللمع، ممثلة لبنانية.
- 1953 - هلال العامري، شاعر عماني.
- 1958 - أندريه غييم، عالم فيزياء هولندي حاصل على جائزة نوبل في الفيزياء عام 2010.
- 1964 - كرستوفر تيتوس، ممثل أمريكي.
- 1966 - جورج ويا، سياسي ولاعب كرة قدم ليبيري.
- 1968 - سليم وردة، سياسي واقتصادي لبناني.
- 1970 - سعد الصغير، مغني وممثل مصري.
- 1972 -
  - ليلى حاتمي، ممثلة إيرانية.
  - بهاء سلطان، مغني مصري.
- 1976 - ديانا حداد، مغنية لبنانية.
- 1981 -
  - وعد البحري، مغنية سورية.
  - جوليو بابتيستا، لاعب كرة قدم برازيلي.
- 1982 - أحمد العيدان، لاعب كرة قدم كويتي.
- 1983 - ميركو فوتشينيتش، لاعب كرة قدم من الجبل الأسود.
- 1985 - ماجد محمد، لاعب كرة قدم قطري.
- 1986 - ريكاردو فاز تي، لاعب كرة قدم برتغالي.
- 1990 -
  - إلهام عبد البديع، ممثلة مصرية.
  - هازل كايا، ممثلة تركية.
- 1994 - محمود تريزيجيه، لاعب كرة قدم مصري.
- 1996 - ميلاني ستوك، لاعبة كرة مضرب نرويجية.

## وفيات
- 686 - تيمو، إمبراطور اليابان.
- 717 - سليمان بن عبد الملك، خليفة أموي.
- 1040 - آلان الثالث، دوق برطاني.
- 1404 - بونيفاس التاسع، بابا الكنيسة الرومانية الكاثوليكية.
- 1499 - مارسيليو فيسينو، فيلسوف إيطالي.
- 1901 - عبد الرحمن خان، أمير أفغانستان.
- 1944 - سليمان بن عطية، فقيه حنبلي وشاعر سعودي.
- 1957 - عبد الخالق ريندا، سياسي وموظف حكومي تركي.
- 1959 - إنريكو دي نيكولا، صحفي ومحامي وسياسي وأول رئيس جمهورية إيطالي.
- 1971 - مهرنوش إبراهيمي، بارتيزانة شيوعية إيرانية.
- 1992 - بترا كيلي، ناشطة سياسية ألمانية.
- 2012 - إريك هوبسباوم، مؤرخ بريطاني.
- 2013 -
  - أرنولد أولا بيرنز، محام أمريكي.
  - توم كلانسي، مؤلف أميركي.
- 2017 - رؤوف مصطفى، ممثل مصري.
- 2018 -
  - سعيد بن علي بن وهف القحطاني، عالم مسلم وكاتب سعودي ومؤلف كتاب حصن المسلم.
  - شارل أزنافور، مغني وكاتب أغاني وممثل فرنسي أرمني.
- 2020 - خرتو حاجي إسماعيل، بابا شيوخ الطائفة اليزيدية في العراق والعالم.
- 2022 - روزيتا لوي، كاتبة روائية إيطالية.

## أعياد ومناسبات
- اليوم العالمي للمسنين.
- اليوم العالمي للقهوة.
- العيد الوطني في جمهورية الصين الشعبية.
- عيد الاستقلال في قبرص.
- عيد الاستقلال في نيجيريا.
- عيد الاستقلال في توفالو.
- عيد الطفولة في سنغافورة.
- يوم المعلم في أرمينيا وأوزبكستان.
- اليوم العالمي للنباتيين.

## وصلات خارجية
- وكالة الأنباء الأردنية: حدث في مثل هذا اليوم.
- أرشيف مصر: حدث في مثل هذا اليوم.
- BBC: حدث في مثل هذا اليوم.